# Házi sertés
A házi sertés, sertés vagy disznó (Sus scrofa domestica) a disznófélék családjába tartozó vaddisznó (Sus scrofa) háziasított formája. Eurázsiából származik. A köznyelv gyakran falánk és piszkos állatként említi, azonban a valóság az, hogy csupán bezárva nem képes szabadon élő társaihoz hasonlóan tisztán tartani magát. Igen intelligens állat, igényli az ember társaságát, barátságos és nagyon tanulékony.

## Elnevezései
A sertés és a disznó szinonim szavak. A szakirodalom általában a sertés szót használja. A „kan” a hím, a „koca” a nőivarú sertés. Az „anyakoca” olyan nőivarú sertés, amelynek már voltak malacai. Az „emse” a fiatalabb, a „göbe” a kifejlődött nőivarú sertés. Tenyésztésre szánt növendék a „magló”. Petefészkétől megfosztott sertés a „miskárolt”. Fiatalon kiherélt sertés az „ártány”, idősebb korban kiherélt sertés pedig a „kanlott”. „Szopós malac” a növendék szopás idején, „választott malac” az elválasztástól 4 hónapos koráig. Ettől kezdve „süldő” -tenyésztésbevételig vagy 1 éves korig. „Előhasi koca” a koca első vemhessége és szoptatása idején, „tenyészkoca” a már bebúgatott koca. „Tenyészkan” a búgatásra használt vagy használható kan. „Hízósertés” a hizlalás alatt levő, „hízott sertés” a már kihizlalt, vágásra érett sertés.

## Háziasítása
Egy 2025-ös tanulmány szerint, ami a tekintélyes amerikai PNAS folyóiratban jelent meg, több mint 8000 évvel ezelőtt, a mai Dél-Kína területén, a Jangce mentén került sor a háziasítására. Kínai régészek a korabeli disznók fogkövének (ásványosodott lepedék) elemzése révén kimutatták, hogy az akkori sertések emberekkel kapcsolatos főtt ételeket és hulladékokat fogyasztottak, és átkerült rájuk az emberi ostorgiliszta  (Trichuris trichiura) is. A vaddisznókat vonzhatták az emberi települések, és ez olyan szelekciós mechanizmusokat indított, amelyek azokat az állatokat kedvezményezték, amelyek hajlandóak voltak az ember mellett élni. Ezt a folyamatot nevezik kommenzalizmusnak.

## Megjelenés és viselkedés
Feje aránylag nagy, orra kissé ormányszerű, túrókarimás, jól mozgatható, és orrkorongban végződik. Farka rövid, középmagasan tűzött, tőben elég vastag, a vége felé fokozatosan 
elvékonyodó, fölfelé kunkorodó és szőrbojtban végződő. Vaskos teste és rövid lábai vannak. Lábain négy-négy ujja van, melyek közül a középső két nagy ujjának patáin jár, de képes gyorsan szaladni is. Jellegzetes éles visítással jelzi, ha valami nem tetszik neki, még akkor is, ha amúgy semmi bántódás nem éri (például csak megfogják vizsgálatra), a visítása 130 dB is lehet.
A disznó mindenevő, tehát növényeket és állatokat egyaránt fogyaszt. Természetközeli élőhelyen tartva táplálékának egy jelentős részét a talajból túrja ki, így fogyaszt pl. rovarlárvákat, férgeket, gumókat és gombákat is. Ha hozzáfér, dögöt is eszik. E szokása azért jelentős, mert döglött vándorpatkányhoz akár zárt térben tartva is hozzájuthat, és ezen keresztül olykor trichinával is fertőződhet. Jó szaglása miatt szarvasgomba keresésére is használható.
44 foga van, zápfogai gumósak. 

## Tartása és tenyésztése
A hagyományos külterjes tartásmód ma már megszűnt hazánkban. Ez a legeltető állattartás egy sajátos típusa volt, mikor a kondás (vagy kanász, csürhés) a disznók csoportját, a kondát (vagy csürhét) őrizte és terelte reggeltől estig. A kondák erdős vidéken is tarthatók voltak, és hasznosították a tölgyerdők makk termését.
Konda az éjjel-nappal a legelőn tartózkodó sertéscsapat, a csürhét reggel kihajtják, este hazahajtják (pl. a községi csürhe). Az egy vagy több tulajdonság alapján kiválogatott csapat a falka.
A mai sertésállományok már nagyrészt zárt térben élnek, intenzíven tenyésztik őket iparszerű körülmények között.
Leggyakrabban húsáért és bőréért tenyésztik, de a szőrét is felhasználják ecset készítésére. Egyes fajtáit házikedvencként is tartják.
A sertések ivarzását búgásnak hívják. A koca, 8-18 hónapos kora között válik termékennyé, ekkortól 21 naponta tüzel. A kan 8-10 hónapos korában válik ivaréretté. Egy alomban rendszerint 6-12 kismalac születik.
A legnagyobb tömegű magyarországi sertés 2013 áprilisában 600 kg súllyal a Bélának nevezett lapály kan.

## Állomány
A sertéstartás a világ számos részén elterjedt, és az egyik legfontosabb állattenyésztési ágazat. 2021-ben a házi sertésből több mint 170 országban tartottak, és az éves állomány nagysága meghaladta a 980 millió darabot.
A világ legnagyobb házisertés-tartói közé tartozik Kína, az Egyesült Államok, Brazília, Spanyolország és Oroszország. Ezek az országok a 2021-es állományuk alapján az első öt helyen álltak. 2021-ben Kínában és az Egyesült Államokban volt az éves világ sertés állományának az 53%-a. 

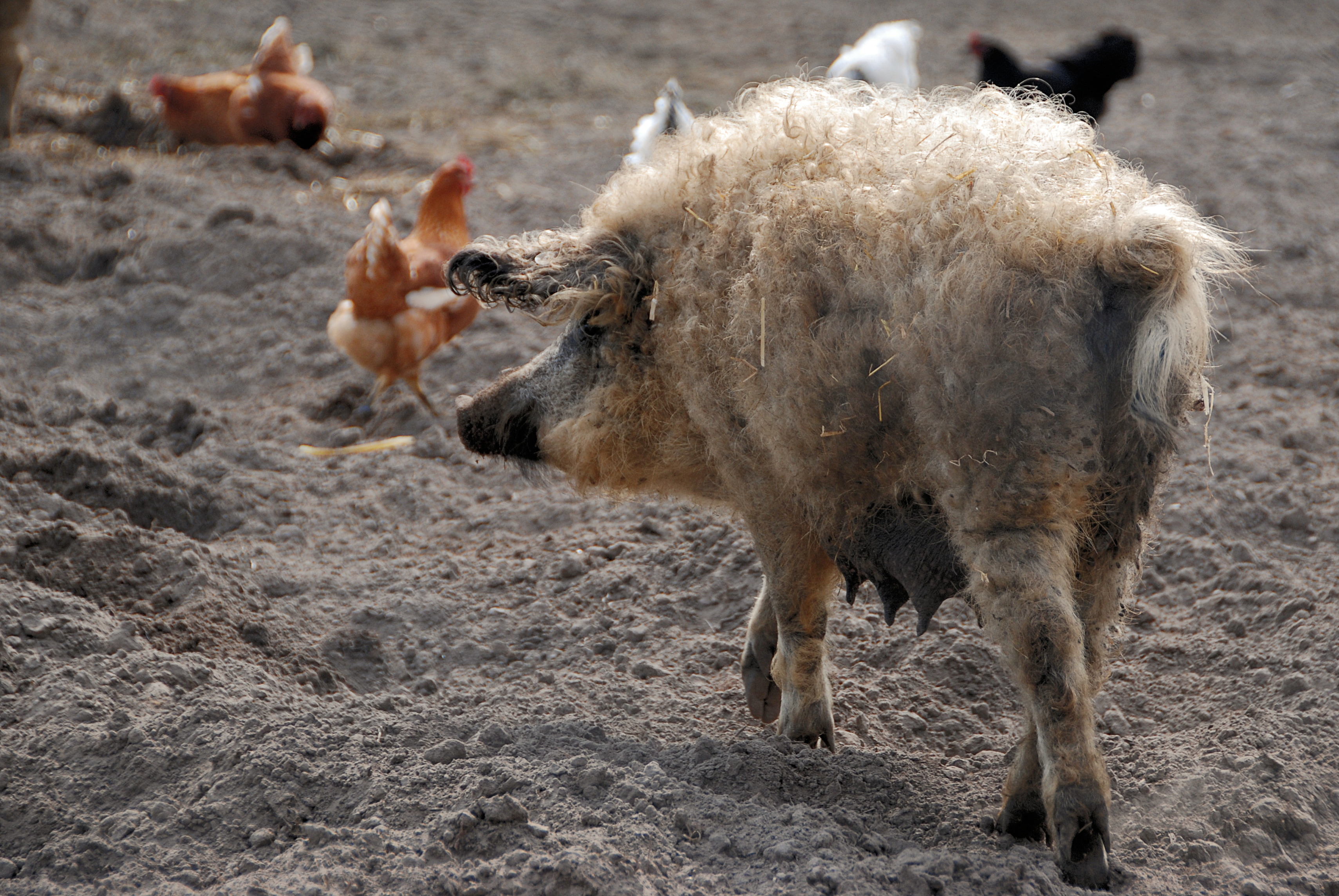
Mangalica disznó

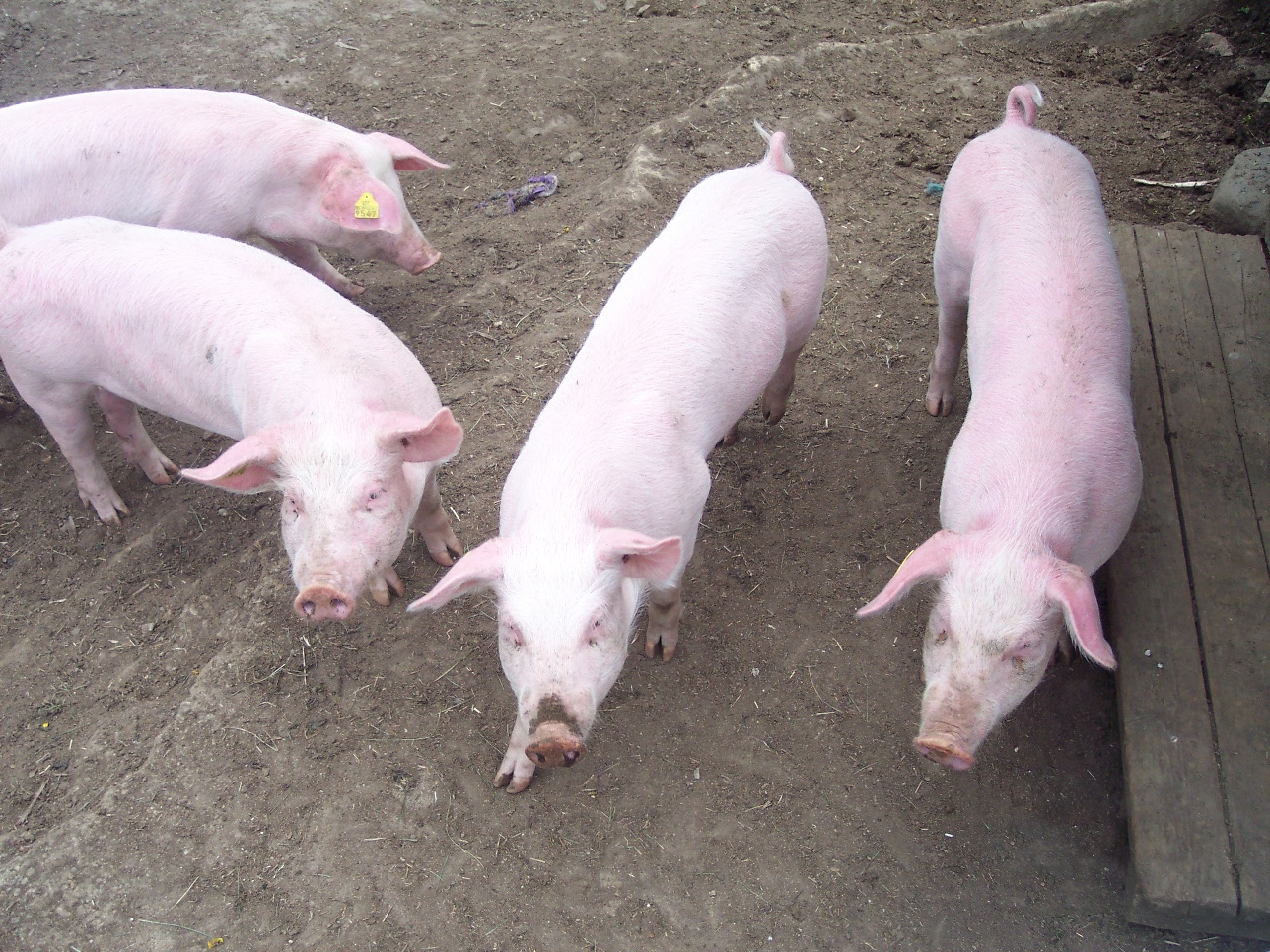
Intenzív tenyésztésű hússertések

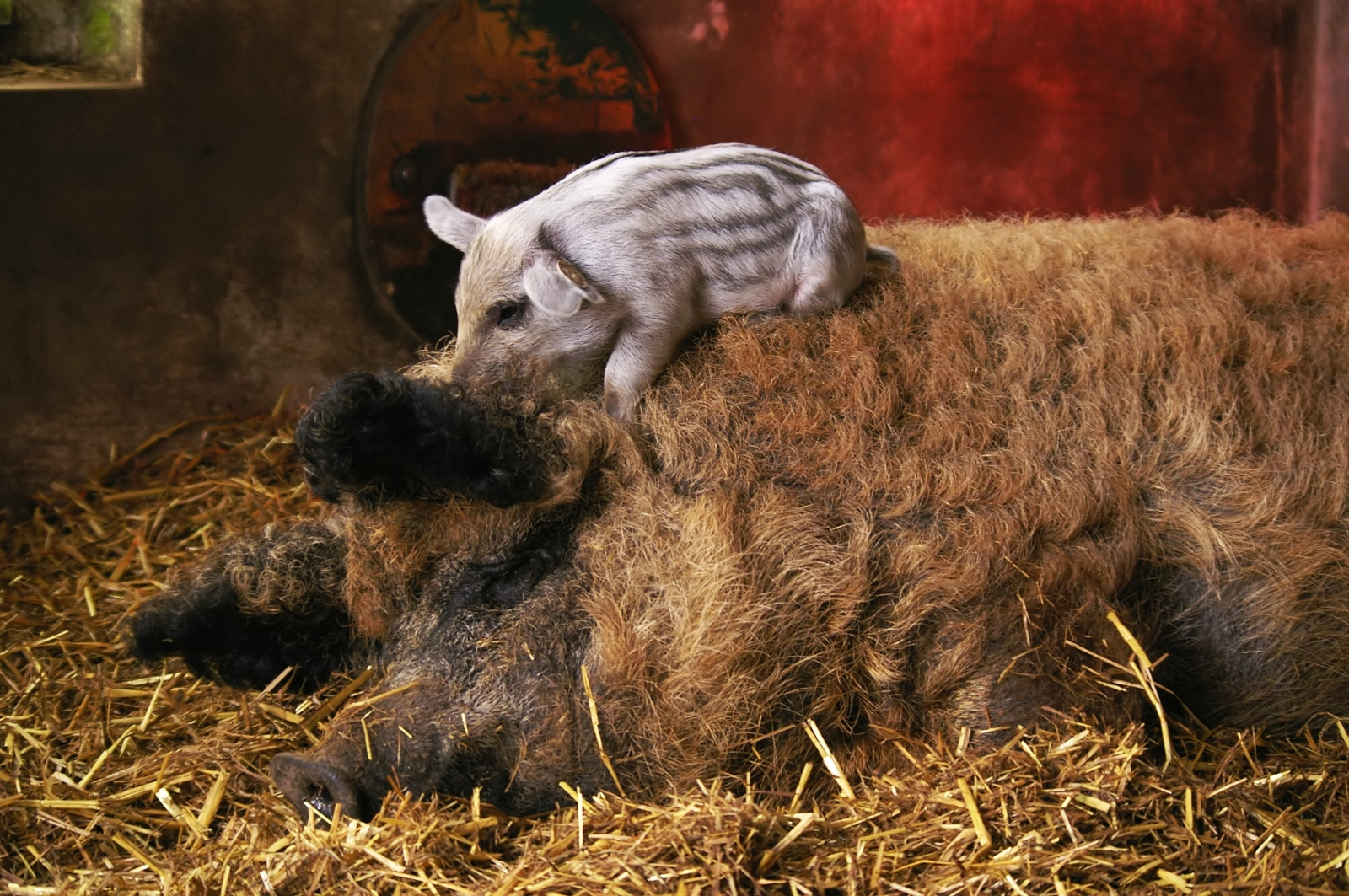
Mangalica koca malacával

## Fajtái
Világszerte számos fajtáját tenyésztik. Nevezetes, ősi jellegű magyar disznófajták a szalontai, a bakonyi, a lengyel (vagy hegyi-) disznó, a tüskés szőrű erdélyi sertés és a mangalica. A világ sertéshús-termelésének zömét ma már intenzív tenyésztésű hússertések adják. Egyes fajtáit, pl. a vietnámi csüngőhasú sertést kedvtelésből tenyésztik.
Sertések elnevezése a hizlalástól függően:
1. Pecsenyemalac – 1 hónapos, 6–8 kg súlyú, telthúsú malac.
2. Pecsenyesüldő – 3 hónapos, 30 kg körül, telt húsformákat mutató választott malac.
3. Sonkasüldő – 65–70 kg súlyban vágott sertés. Ebből készítették a „prágai sonkát”. Csak a korán kész formákat mutató, ebben a súlyban nem zsíros sertések adtak jó minőséget.
4. Baconsertés(vagy baconsüldő) – 6–7 hónapos, 90 kg körüli súlyban vágott sertés, amelyből jó minőségű szalonna (bacon) nyerhető.
5. Sonkasertés – 100–115 kg–os súlyig hizlalt, sok húst szolgáltató hízott sertés. Zömmel dobozolt sonkát (gépsonkát) és konzervhúsokat készítenek belőle. Igen fontos követelmény, hogy ne legyen zsíros.
6. Tőkesertés – 110–150 kg közötti súlyban vágják le úgy, hogy a szalonnáját „lehúzzák”, ebből zsírt olvasztanak vagy étkezési szalonnát készítenek.
7. Zsírsertés – 150 kg feletti súlyban vágott, bármilyen fajtájú sertés. Háztartások vágják saját részükre. Ellátja a konyhát jó minőségű főzőzsírral, eltartható húsféleségekkel (füstölt kolbász, sonka, oldalas).
8. Szalámisertés – szalámigyártásra a legjobb minőségű, nagy szárazanyag–tartalmú, ízanyagokban gazdag húst a tenyészetből kiselejtezett, öreg, jó kondícióban levő sertések adják.

## Kulturális és vallási vonatkozások

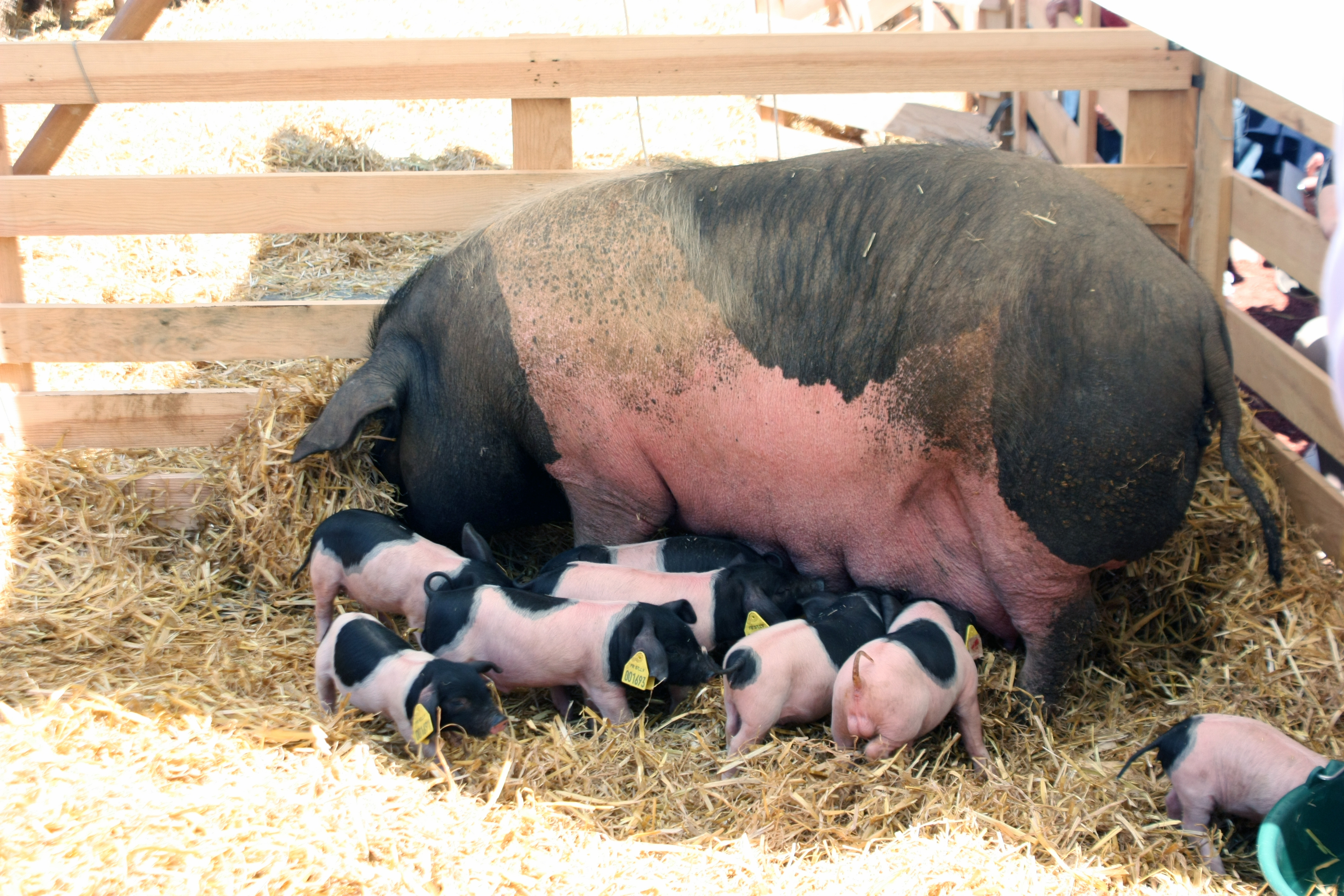
Anyakoca a malacaival

Egyes vallások, mint pl. a judaizmus és az iszlám tiltják a sertéshús fogyasztását.
A disznónak kulturális jelentősége vagy szimbolikus szerepe van számtalan művészeti alkotásban. Közismert példák erre George Orwell Állatfarmja (1945), William Golding Nobel-díjas angol író A Legyek Ura című regénye (1954) vagy a Kispál és a Borz együttes sok dalszövege, de ide sorolható a Pink Floyd együttes Animals című lemeze is, ami után az együttes kabalaállata a disznó lett.
A disznó, vagy inkább malac a gyerekirodalomban, mesefilmekben is gyakori szereplő, a legismertebb ilyen karakter talán Milne Micimackó című regényében Malacka, filmben pedig például Babe; Magyarországon Mazsola Bálint Ágnes mesesorozatában.